# Нашмак

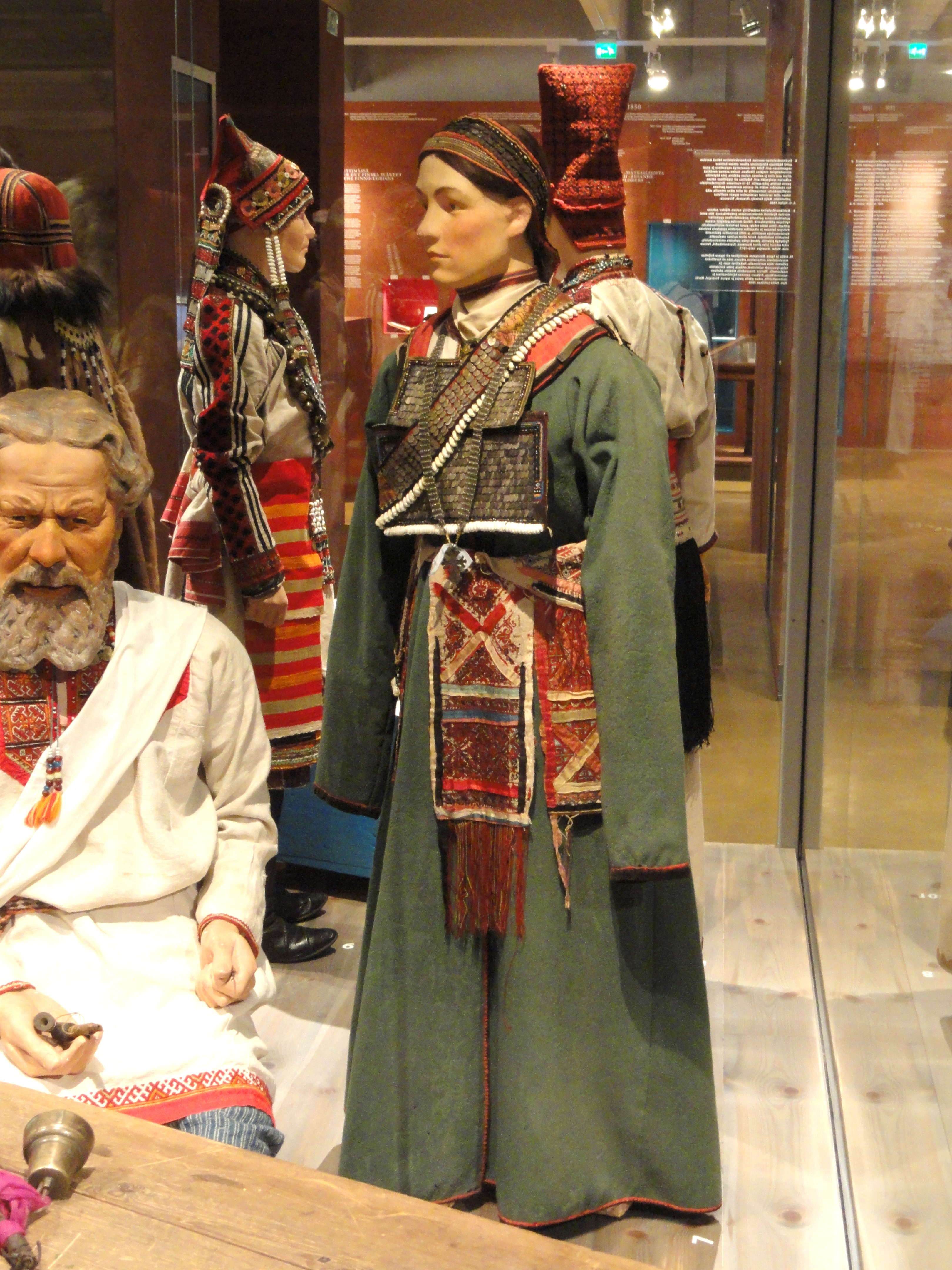
Экспонат из Музея культур в Хельсинки

Нашма́к (луговомар. нашмак) — старинный марийский головной убор замужних и незамужних женщин. Является отличительным признаком «шарпанан-нашмакан марий», одной из территориально-этнографических групп марийцев.
Бытовал у всех четырёх субэтносов марийцев — луговых, горных, северо-западных и восточных.
Начелье в виде головной полоски. У замужних женщин носился в соединении с полотенцем (шарпан), к которому прикреплялся при помощи металлических заколок. Отдельно нашмак без соединения с шарпаном носили незамужние женщины. У луговых мариек нашмак был длиной ок. 20—25 см, шириной 5 см, у горных — соответственно 45—50 см и 4 см.
Современными археологами (Т. Б. Никитина) считается наиболее древним женским головным убором у марийцев. Раньше таким признавали шурку, но последние раскопки древнемарийских могильников подтвердили её заимствование у удмуртов только в XVII веке. Напротив, древнейшие экземпляры налобных венчиков-повязок типа нашмака (ещё без соединения с шарпаном) датируются VI—VII веками.
Вышивка на нашмаке в виде креста с загнутыми концами носит название кышке («змея»). Также существовал сюжет вышивки с конями у Мирового дерева, узор этой вышивки имел специальное название — «имне нашмак тӱр».